# Parkia bahiae
Parkia bahiae är en ärtväxtart som beskrevs av H.C.Hopkins. Parkia bahiae ingår i släktet Parkia och familjen ärtväxter. Inga underarter finns listade i Catalogue of Life.